# Kökény Ilona
Kökény Ilona (Gyula, 1888. április 7. – Budapest, Józsefváros, 1947. július 1.) magyar színésznő.

## Életpályája
Kökény Károly szabómester és Mártony Erzsébet lánya. 1905-ben végezte el az Országos Színészegyesület Színészképző Iskoláját. 1906-tól kezdett játszani, eleinte az Intim Színház, majd a Modern Színpad, később pedig az Andrássy úti Színház tagja lett. A magyar kabaréművészet megalapítóinak egyike, kora népszerű komikája volt. Sikereit remek humorának, kitűnő jellemábrázoló képességének, valamint egyéni hangjának és temperamentumának köszönhette. Partnere volt Salamon Bélának. Közel negyven filmben is feltűnt az 1930-as évek végétől.

### Magánélete
Házastársa Gábor Andor volt, akivel 1913. április 6-án Budapesten, a Terézvárosban kötött házasságot, ám hat évvel később elváltak.

## Filmjei
- Pufi, az aszfaltbetyár (1914)
- Három pár cipő (1918) - suszterné
- Tilos a gyerek (1919 - rövid játékfilm) - anya
- Timár Liza (1918) - Timárné

Barátságos arcot kérek! (1935, bemutató 1936) - Mary anyja
- A királyné huszárja (1935) - Döbrököziné Meluzina
- Sportszerelem (1936) - Rácz Klementin, levelezési osztályvezető
- Pesti mese (1937) - vevő a kalapszalonban
- Úrilány szobát keres (1937) - Ilka néni, Klári nagynénje
- A leányvári boszorkány (1938) - vendég az eljegyzésen és a cirkuszban
- Nincsenek véletlenek (1938) - Füredy Nagy Zita anyja
- Vadrózsa (1938-39) - Bártfainé, vendég
- 5 óra 40 (1939) - szomszédasszony
- Pénz áll a házhoz (1939) - vendég az eljegyzésen
- Tökéletes férfi (1939) - Csatáriné
- Bercsényi huszárok (1939) - Róza néni, Piri anyja, vendég a bálon
- Mátyás rendet csinál (1939)
- A nőnek mindig sikerül (1939) - Kucseráné, a féltékeny feleség
- Mária két éjszakája (1940) - Solymárné Ella, képmegrendelő
- Zavaros éjszaka (1940) - vendég az eljegyzésen
- Pénz beszél (1940) - Sári, Dárday Ottó rokona
- Pepita kabát (1940) - Pöszméte Jolán, tornatanárnő, egy pepita kabátos hölgy
- Vissza az úton (1940) - Kovács Péterné barátnője
- Akit elkap az ár (1941) - Feketéné
- Havasi napsütés (1941) - szanatóriumi beteg
- Egy tál lencse (1941) - Emília, Kagits György rokona
- Ne kérdezd, ki voltam (1941) - vendég az írói találkozón
- Kölcsönkért férjek (1941) - szállóvendég
- Csákó és kalap (1941)
- Intéző úr (1941)
- Régi keringő (1941) - Hajnal Ilka, öltöztetőnő
- Gentryfészek (1941) - Bárányné, Kovácsné barátnője
- Kádár kontra Kerekes (1941) - úrvezető felesége
- Egy asszony visszanéz (1941-42) - hölgy a golfpályán
- Tavaszi szonáta (1942) - Gereben Tibor édesanyja
- Szép csillag (1942) - intéző felesége
- Szakítani nehéz dolog (1942) - "Méltóságos asszony"
- Kétezerpengős férfi (1942) - Ila, fehérnemű árus, Klári barátnője
- 5-ös számú őrház (1942) - bálozó hölgy
- Fráter Loránd (1942) - Felleghy színigazgató felesége
- Estélyi ruha kötelező (1942) - Dupont felesége
- Katyi (1942) - Csóti Lajos anyja
- Jómadár (1943) - Annie, cukrászné
- Tilos a szerelem (1943) - Szorgosné Kucsma Rózsika, házmesterné
- Fekete leves (1943, rövid) – anyós
- Kettesben (1943) - Zsuzsa anyja
- Boldog idők (1943) - hölgy a kesztyűboltban
- A látszat csal (1944)
- Éjféli keringő (1944) - Dombay Ágnes, a táncosnő nagynénje
- A három galamb (1944) - Trosztné
- Egy pofon, egy csók (1944) - Panni néni, házvezetőnő
- Rémhír (1944, rövid propaganda)
- Üsd pofon! (1944, rövid propaganda) – Börgöndiné Juci
- Aranyóra (1945)

## Külső hivatkozások
- Kökény Ilona a PORT.hu-n (magyarul)
- Kökény Ilona az Internet Movie Database oldalain (angolul)